# Ebergötzen
Ebergötzen is een gemeente in de Duitse deelstaat Nedersaksen. De gemeente maakt deel uit van de Samtgemeinde Radolfshausen in het Landkreis Göttingen. De gemeente telde 1.941 inwoners op 31 december 2023.
- Gemeinsame Normdatei: 4341764-4
- Nationale Bibliotheek van Israël: 987009841154405171
- Virtual International Authority File: 143718146

Adelebsen · 
Bad Grund · 
Bad Lauterberg im Harz · 
Bad Sachsa · 
Bilshausen · 
Bodensee · 
Bovenden · 
Bühren · 
Dransfeld · 
Duderstadt · 
Ebergötzen · 
Elbingerode · 
Friedland · 
Gieboldehausen · 
Gleichen · 
Göttingen · 
Hann. Münden · 
Harz (gemeentevrij gebied, Landkreis Göttingen) ·
Hattorf am Harz · 
Herzberg am Harz · 
Hörden am Harz · 
Jühnde · 
Krebeck · 
Landolfshausen · 
Niemetal · 
Obernfeld · 
Osterode am Harz · 
Rhumspringe · 
Rollshausen · 
Rosdorf · 
Rüdershausen · 
Scheden · 
Seeburg · 
Seulingen · 
Staufenberg · 
Waake · 
Walkenried · 
Wollbrandshausen · 
Wollershausen · 
Wulften am Harz